# Рёль, Мерлин
Мерлин Рёль (нем. Merlin Röhl; род. 5 июля 2002, Потсдам) — немецкий футболист, атакующий полузащитник клуба «Фрайбург».

## Карьера
Рёль — воспитанник клубов Бабельсберг 03" и «Ингольштадт 04». 25 ноября 2020 года в матче против дублёров «Баварии» он дебютировал за основной состав последних в Третьей лиге Германии. 16 декабря в поединке против ростокской «Ганзы» Мерлин забил свой первый гол за «Ингольштадт 04». Летом 2022 года Рёль перешёл во «Фрайбург». Сумма трансфера составила 2,9 млн евро. В матче против мёнхенгладбахской «Боруссии» он дебютировал в Бундеслиге. 12 ноября 2023 года в поединке против «РБ Лейпциг» Мерлин забил свой первый гол за «Фрайбург».